# فلورس (جزیره)
فلورس (جزیره) (به لاتین: Flores) یک جزیره در اندونزی است که در مجمع‌الجزایر سوندای کوچک در آسیای جنوب شرقی واقع شده‌است.

## خصوصیات
فلورس ۱۳٬۵۴۰ کیلومترمربع مساحت و ۱٬۸۳۱٬۰۰۰ نفر جمعیت دارد و ۲٬۳۷۰ متر بالاتر از سطح دریا واقع شده‌است.
در ۱۲ دسامبر سال ۱۹۹۲، زلزله‌ای به قدرت ۷٫۸ در مقیاس بزرگی ریشتر در این جزیزه رخ داده است، و منجر به کشته شدن حدود ۲٬۵۰۰ نفر از ساکنان جزیزه شد.
سواحل غرب فلورس یکی از معدود جاهایی است، گذشته از جزیره کومودو که می‌توان در آن اژدهای کومودو را در حیات وحش یافت. به همین دلیل بخشی از پارک ملی کومودو و میراث جهانی یونسکو محسوب می‌شود.
دومین پارک ملی دوم فلورس، پارک ملی Kelimutu نام دارد و برای حفاظت از گونه‌های در معرض خطر انقراض در نظر گرفته شده‌است.